# Antaeotricha pseudochyta
Antaeotricha pseudochyta là một loài bướm đêm thuộc họ Oecophoridae. Nó là loài đặc hữu của Bartica và Grenada.
Sải cánh dài 13–19 mm.